# Ngọc Quan
Ngọc Quan là một xã thuộc huyện Đoan Hùng, tỉnh Phú Thọ, Việt Nam.
Xã Ngọc Quan có diện tích 14,3 km², dân số năm 1999 là 5614 người, mật độ dân số đạt 394 người/km².